# Konrad zu Hohenlohe-Schillingsfürst
Konrad Maria Eusebius zu Hohenlohe-Waldenburg-Schillingsfürst (Vienna, 16 dicembre 1863 – Kammern im Liesingtal, 21 dicembre 1918) è stato un politico austriaco.

## Biografia
Era figlio del principe Costantino di Hohenlohe-Schillingsfürst proveniente dagli Hohenlohe, una famiglia dotata del titolo di Principe del Sacro Romano Impero e già a capo di Stati sovrani in Germania fino alla mediatizzazione del 1806.
Dal 1905  al 1906 fu Governatore Generale di Trieste. Fu poi per un breve periodo di tempo primo ministro dell'Austria nel 1906. Ritornò poi nel 1909 come Governatore a Trieste dove rimase fino al 1915. Nei primi giorni del febbraio del 1915 tornò a Vienna quale Presidente della Corte superiore dei Conti. Partito nel marzo dello stesso anno per il fronte russo con la Wiener Landwehrdivision, fu poi ministro dell'interno dal settembre del 1915 all'ottobre del 1916, per alcune settimane nel dicembre 1916 fu poi ministro delle finanze e per alcuni giorni nel febbraio del 1917  fu nuovamente Ministro dell'Interno. Dal marzo 1917 al 1918 fu Obersthofmeister (Sovraintendente della casa imperiale e dei beni della corona) per l'ultimo Imperatore, Carlo I d'Austria.
Nel 1888 il principe Konrad sposò la contessa Franziska von Schönborn-Buchheim (1866-1937). Uno dei loro sei figli, la principessa Franziska zu Hohenlohe-Waldenburg-Schillingsfürst (1897-1989), divenne Arciduchessa d'Austria e cognata dell'allora arciduca Carlo Francesco d'Austria, ultimo imperatore d'Austria.
Suo zio Chlodwig zu Hohenlohe-Schillingsfürst fu (1866-1870) primo ministro del Regno di Baviera e in seguito (1894-1900) Cancelliere dell'Impero tedesco e primo ministro del Regno di Prussia.

## Ascendenza
|                                                      |                                         |                                                                | Genitori                                   |  |  | Nonni |  |  | Bisnonni                                                 |  |  | Trisnonni                                               |  |
|                                                      |                                         |                                                                |                                            |  |  |       |  |  | Karl Albrecht II zu Hohenlohe-Waldenburg-Schillingsfürst |  |  | Karl Albrecht I zu Hohenlohe-Waldenburg-Schillingsfürst |  |
|                                                      |                                         |                                                                |                                            |  |  |       |  |  | Karl Albrecht II zu Hohenlohe-Waldenburg-Schillingsfürst |  |  | Karl Albrecht I zu Hohenlohe-Waldenburg-Schillingsfürst |  |
|                                                      |                                         | Sophie Wilhelmine von Löwenstein-Wertheim-Rochefort            |                                            |  |  |       |  |  | Karl Albrecht II zu Hohenlohe-Waldenburg-Schillingsfürst |  |  |                                                         |  |
| Franz Joseph zu Hohenlohe-Waldenburg-Schillingsfürst |                                         |                                                                |                                            |  |  |       |  |  | Karl Albrecht II zu Hohenlohe-Waldenburg-Schillingsfürst |  |  |                                                         |  |
|                                                      |                                         | Judith Reviczky de Revisnye                                    | Johann Kasimir Reviczky de Revisnye        |  |  |       |  |  |                                                          |  |  |                                                         |  |
|                                                      |                                         | Judith Reviczky de Revisnye                                    | Johann Kasimir Reviczky de Revisnye        |  |  |       |  |  |                                                          |  |  |                                                         |  |
|                                                      |                                         | Judith Reviczky de Revisnye                                    | Róza Perényi de Perény                     |  |  |       |  |  |                                                          |  |  |                                                         |  |
| Konstantin zu Hohenlohe-Waldenburg-Schillingsfürst   |                                         | Judith Reviczky de Revisnye                                    |                                            |  |  |       |  |  |                                                          |  |  |                                                         |  |
|                                                      |                                         | Karl Ludwig zu Hohenlohe-Langenburg                            | Christian Albrecht zu Hohenlohe-Langenburg |  |  |       |  |  |                                                          |  |  |                                                         |  |
|                                                      |                                         | Karl Ludwig zu Hohenlohe-Langenburg                            | Christian Albrecht zu Hohenlohe-Langenburg |  |  |       |  |  |                                                          |  |  |                                                         |  |
|                                                      |                                         | Karl Ludwig zu Hohenlohe-Langenburg                            | Caroline zu Stolberg-Gedern                |  |  |       |  |  |                                                          |  |  |                                                         |  |
| Constanze zu Hohenlohe-Schillingsfürst               |                                         | Karl Ludwig zu Hohenlohe-Langenburg                            |                                            |  |  |       |  |  |                                                          |  |  |                                                         |  |
|                                                      |                                         | Amalie Henriette zu Solms-Baruth                               | Johann Christian II zu Solms-Baruth        |  |  |       |  |  |                                                          |  |  |                                                         |  |
|                                                      |                                         | Amalie Henriette zu Solms-Baruth                               | Johann Christian II zu Solms-Baruth        |  |  |       |  |  |                                                          |  |  |                                                         |  |
|                                                      |                                         | Amalie Henriette zu Solms-Baruth                               | Friederike Louise Sophie zu Reuß-Köstritz  |  |  |       |  |  |                                                          |  |  |                                                         |  |
| Konrad zu Hohenlohe-Waldenburg-Schillingsfürst       |                                         | Amalie Henriette zu Solms-Baruth                               |                                            |  |  |       |  |  |                                                          |  |  |                                                         |  |
|                                                      | Ludwig Adolf Peter zu Sayn-Wittgenstein | Christian Ludwig Casimir Graf zu Sayn-Wittgenstein-Ludwigsburg |                                            |  |  |       |  |  |                                                          |  |  |                                                         |  |
|                                                      | Ludwig Adolf Peter zu Sayn-Wittgenstein | Christian Ludwig Casimir Graf zu Sayn-Wittgenstein-Ludwigsburg |                                            |  |  |       |  |  |                                                          |  |  |                                                         |  |
|                                                      | Ludwig Adolf Peter zu Sayn-Wittgenstein | Amalie Ludowika Finck von Finckenstein                         |                                            |  |  |       |  |  |                                                          |  |  |                                                         |  |
| Nikolaus zu Sayn-Wittgenstein                        | Ludwig Adolf Peter zu Sayn-Wittgenstein |                                                                |                                            |  |  |       |  |  |                                                          |  |  |                                                         |  |
|                                                      |                                         | Antuanetta Snarska                                             | Stanisław Snarski                          |  |  |       |  |  |                                                          |  |  |                                                         |  |
|                                                      |                                         | Antuanetta Snarska                                             | Stanisław Snarski                          |  |  |       |  |  |                                                          |  |  |                                                         |  |
|                                                      |                                         | Antuanetta Snarska                                             | Maria Kazimiera Swolinska                  |  |  |       |  |  |                                                          |  |  |                                                         |  |
| Marie zu Sayn-Wittgenstein                           |                                         | Antuanetta Snarska                                             |                                            |  |  |       |  |  |                                                          |  |  |                                                         |  |
|                                                      |                                         | Peter Iwanowski                                                | …                                          |  |  |       |  |  |                                                          |  |  |                                                         |  |
|                                                      |                                         | Peter Iwanowski                                                | …                                          |  |  |       |  |  |                                                          |  |  |                                                         |  |
|                                                      |                                         | Peter Iwanowski                                                | …                                          |  |  |       |  |  |                                                          |  |  |                                                         |  |
| Karolina Elżbieta Iwanowska                          |                                         | Peter Iwanowski                                                |                                            |  |  |       |  |  |                                                          |  |  |                                                         |  |
|                                                      |                                         | Pauline Podowski                                               | …                                          |  |  |       |  |  |                                                          |  |  |                                                         |  |
|                                                      |                                         | Pauline Podowski                                               | …                                          |  |  |       |  |  |                                                          |  |  |                                                         |  |
|                                                      |                                         | Pauline Podowski                                               | …                                          |  |  |       |  |  |                                                          |  |  |                                                         |  |
|                                                      |                                         | Pauline Podowski                                               |                                            |  |  |       |  |  |                                                          |  |  |                                                         |  |